# Lomanella promontorium
Lomanella promontorium is een hooiwagen uit de familie Triaenonychidae.